# Galáxia do Triângulo
A galáxia do Triângulo (Messier 33, NGC 598) é uma galáxia espiral localizada a cerca de três milhões de anos-luz na direção da constelação do Triângulo. Possui entre 40 a 60 mil anos-luz de diâmetro e uma magnitude aparente de 5,5. Foi descoberta antes de 1654 por Giovanni Battista Hodierna.

## Descoberta e visualização

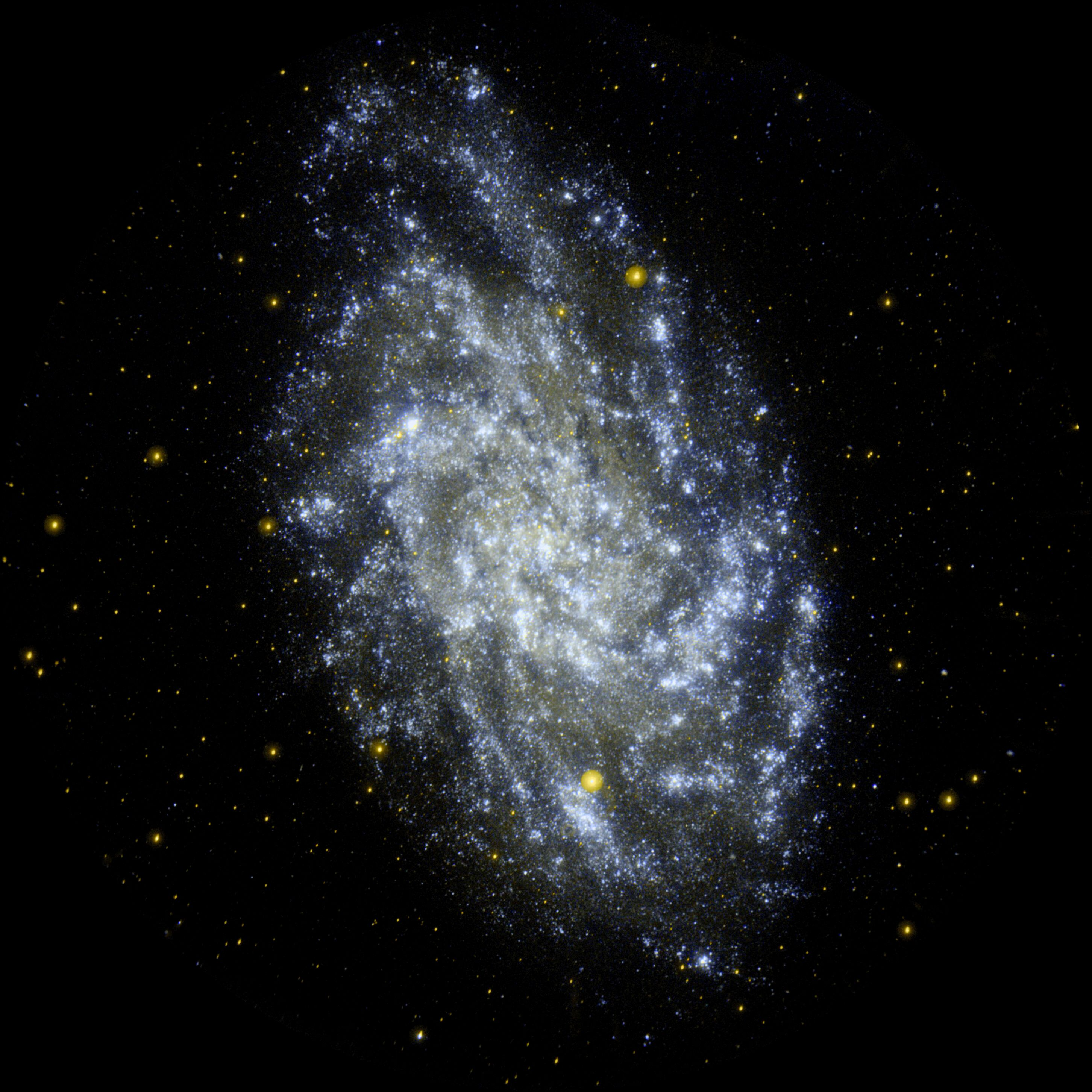
Galáxia do Triângulo, Galaxy Evolution Explorer, NASA

A galáxia espiral foi descoberta por Giovanni Battista Hodierna antes de 1654, juntamente com o aglomerado aberto NGC 752. Foi redescoberta independentemente pelo astrônomo francês Charles Messier, que o catalogou em 25 de agosto de 1764. William Herschel, descobridor de Urano, que usualmente não catalogava objetos já catalogados por Messier, catalogou a galáxia como a entrada H V.17 de seu catálogo durante uma observação em 11 de setembro de 1784. 
Pode ser vista a olho nu em um céu noturno sob excelentes condições: é o objeto do céu profundo mais distante a ser visto sem o auxílio de instrumentos ópticos. É razoavelmente observado em binóculos, embora todo o seu brilho esteja distribuído em uma área quatro vezes maior do que a lua cheia, deixando sua superfície extremamente pouco brilhante. Portanto, é praticamente impossível visualizar a galáxia em telescópios que não permitam baixa magnificação. É um dos alvos preferidos para a astronomia amadora e para os astrofotógrafos amadores, pois é possível visualizar seus braços espirais e nebulosas brilhantes sem a utilização de equipamentos caros.

## Características
É uma das únicas três galáxias espirais do Grupo Local de galáxias, as outras sendo Andrômeda e a Via-Láctea. Contudo, é significativamente menor comparada as suas companheiras espirais, embora seja maior do que a média das galáxias espirais do Universo. É provável que tenha uma galáxia satélite, a galáxia anã Pisces, embora também seja provável que a própria galáxia de Triângulo esteja ligada gravitacionalmente a Andrômeda.
Está se aproximando radialmente do Sistema Solar a uma velocidade de 182 km/s. Descontando a velocidade orbital do Sol em torno da Via-Láctea, Triângulo está se aproximando de nossa galáxia a 24 km/s. Sua maior e mais brilhante região HII (uma nebulosa difusa contendo hidrogênio ionizado) obteve seu próprio número NGC, NGC 604. É uma das maiores regiões HII conhecidas, tendo um diâmetro de 1500 anos-luz e apresenta linhas espectrais semelhantes às encontradas na nebulosa de Órion (M42).

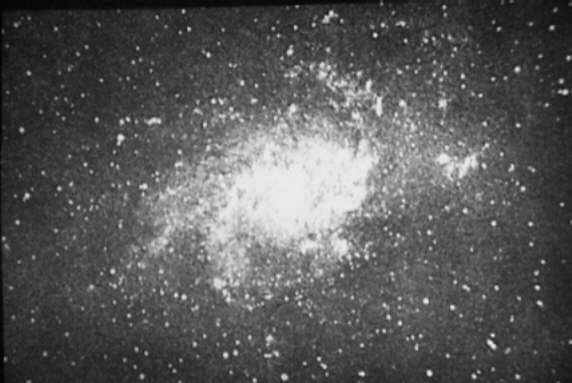
Galáxia do Triângulo, 1899

Foi umas das primeiras galáxias espirais a ser identificada como tal, segundo William Parsons. Também foi umas das primeiras galáxias, por definição, reconhecidas; Edwin Hubble, com base na distância estimada com o auxílio de variáveis cefeidas, concluiu que Triângulo era um sistema estelar extragaláctico, publicando seus resultados em 1926. Vários outros objetos brilhantes da galáxia ganharam suas próprias entradas no catálogo NGC: NGC 588, 592, 595 e 603, bem como no Index Catalogue, IC 131, 132, 133, 134, 135, 136, 137, 139, 140, 142 e 143, todas visíveis em telescópios amadores com aberturas de 12,5 polegadas ou mais.
Sua distância em relação à Terra é incerta. Segundo dados do projeto Hipparcos, Triângulo está cerca de 3 milhões de anos-luz do Sistema Solar, estando a uma distância pouco maior do que Andrômeda. Triângulo e Andrômeda estão separados por 750 000 anos-luz. Assumindo a distância da galáxia em relação à Terra, seu diâmetro aparente em seu semi-eixo maior de 73 minutos de grau (equivalente a 2,5 vezes o diâmetro aparente da Lua Cheia) corresponde a um diâmetro real de 50 000 anos-luz, metade do diâmetro da Via-Láctea, embora seu halo galáctico meça 60 000 anos-luz de diâmetro. A massa total de Triângulo corresponde entre 10 e 40 bilhões de massas solares.
Seus braços destacados exibem várias regiões HII, bem como nuvens estelares azuis, compostas por estrelas jovens. Walter Baade descobriu estrelas de população II, bem como aglomerados globulares, observados com telescópios de abertura maior que 40 centímetros. Ainda não foram descobertas supernovas na galáxia, embora existam vários remanescentes de supernovas, cartografados pelos radioastrônomos. 112 estrelas variáveis foram descobertas na galáxia, incluindo 4 novas e 25 cefeidas. Há também uma intensa fonte de raios-X.

## Galeria

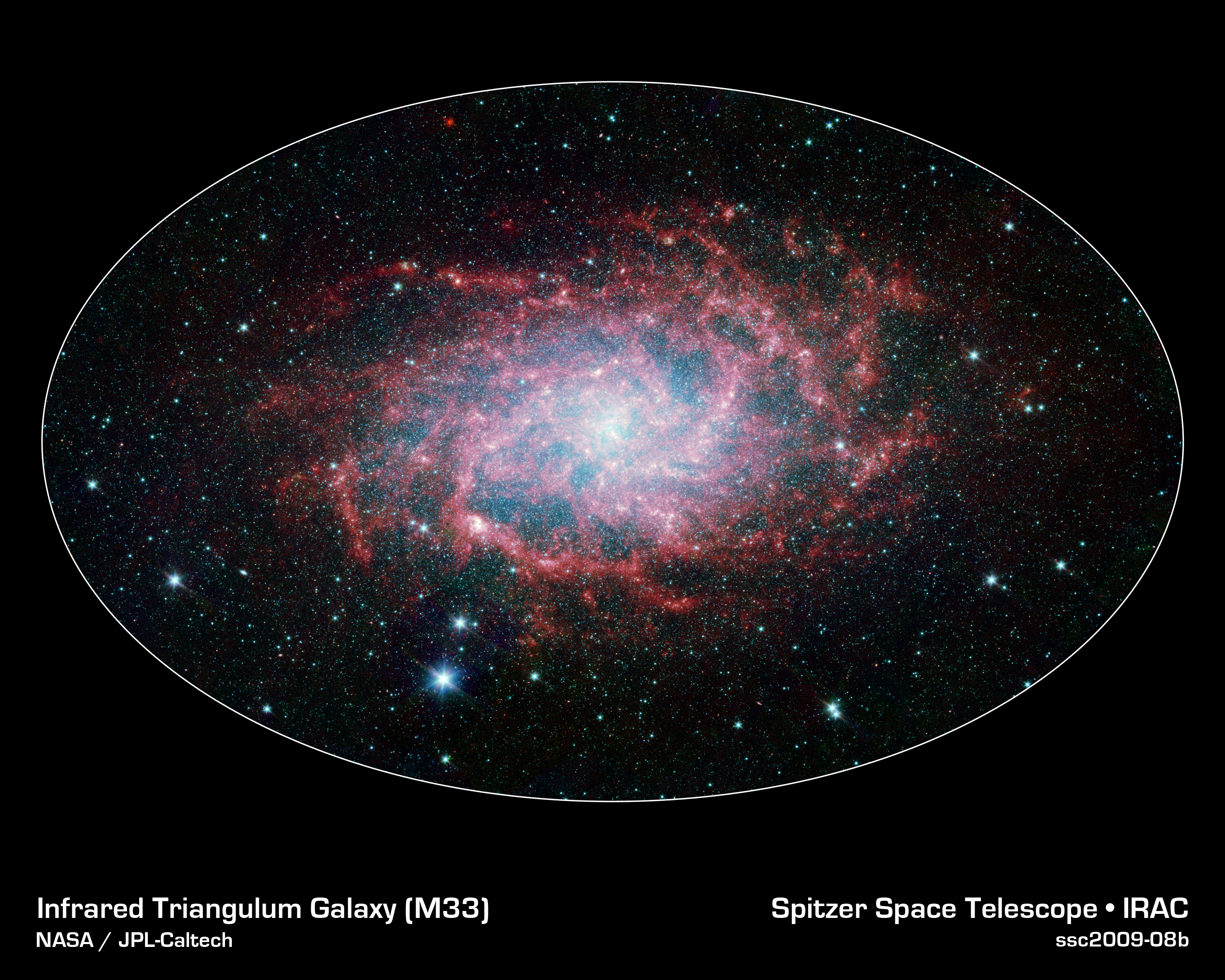
Galáxia do Triângulo, Telescópio Espacial Spitzer
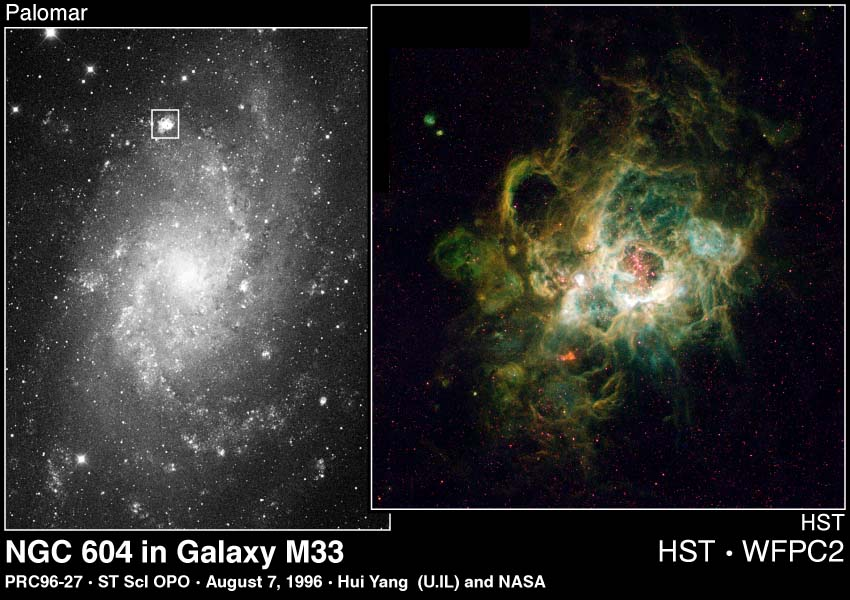
Uma das maiores regiões HII (imagem obtida do Observatório Palomar) encontra-se em Triângulo
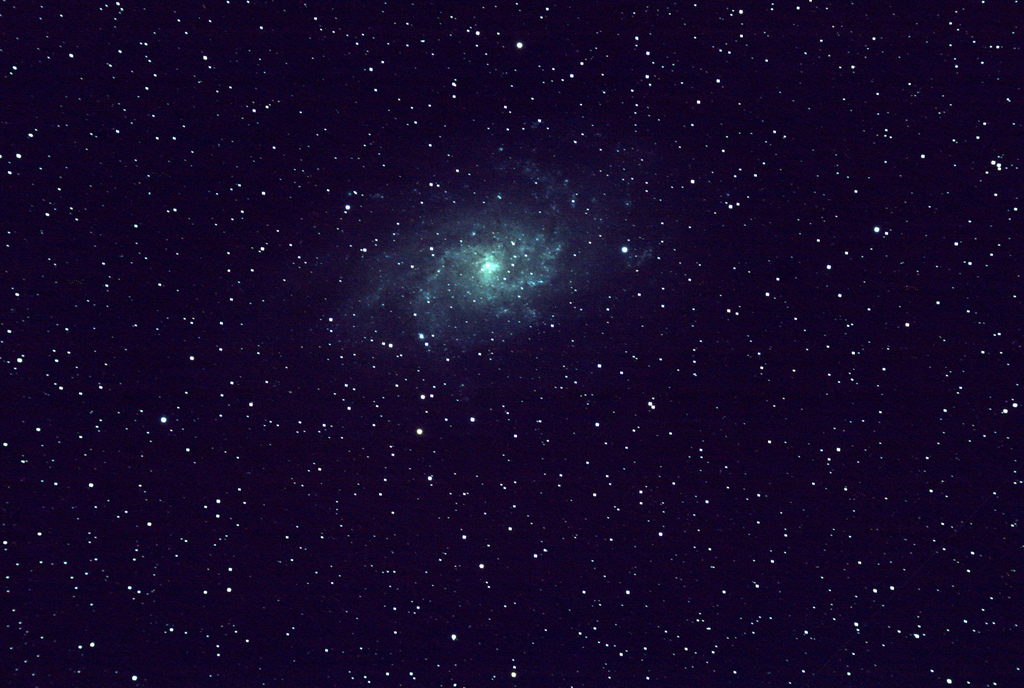
Triângulo, Sylvain Billot
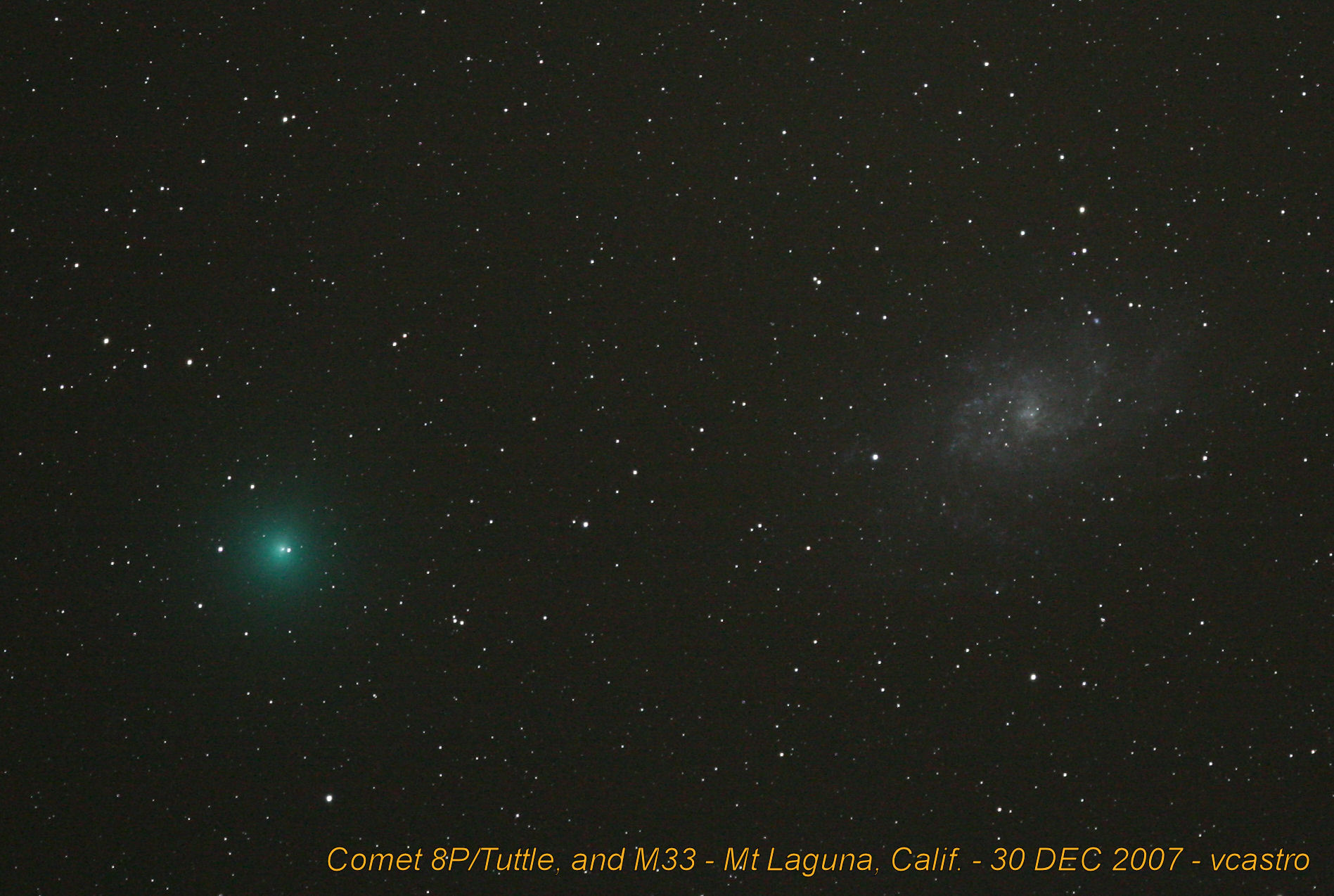
O cometa Tuttle (à esquerda) e Triângulo (à direita)